# Elisabeth Osl
Elisabeth Osl (nascida em 21 de novembro de 1985) é uma atleta austríaca que compete no ciclismo de montanha. Competiu nos Jogos Olímpicos de Verão de 2008 e 2012, terminando respectivamente na décima primeira e décima quinta posição.

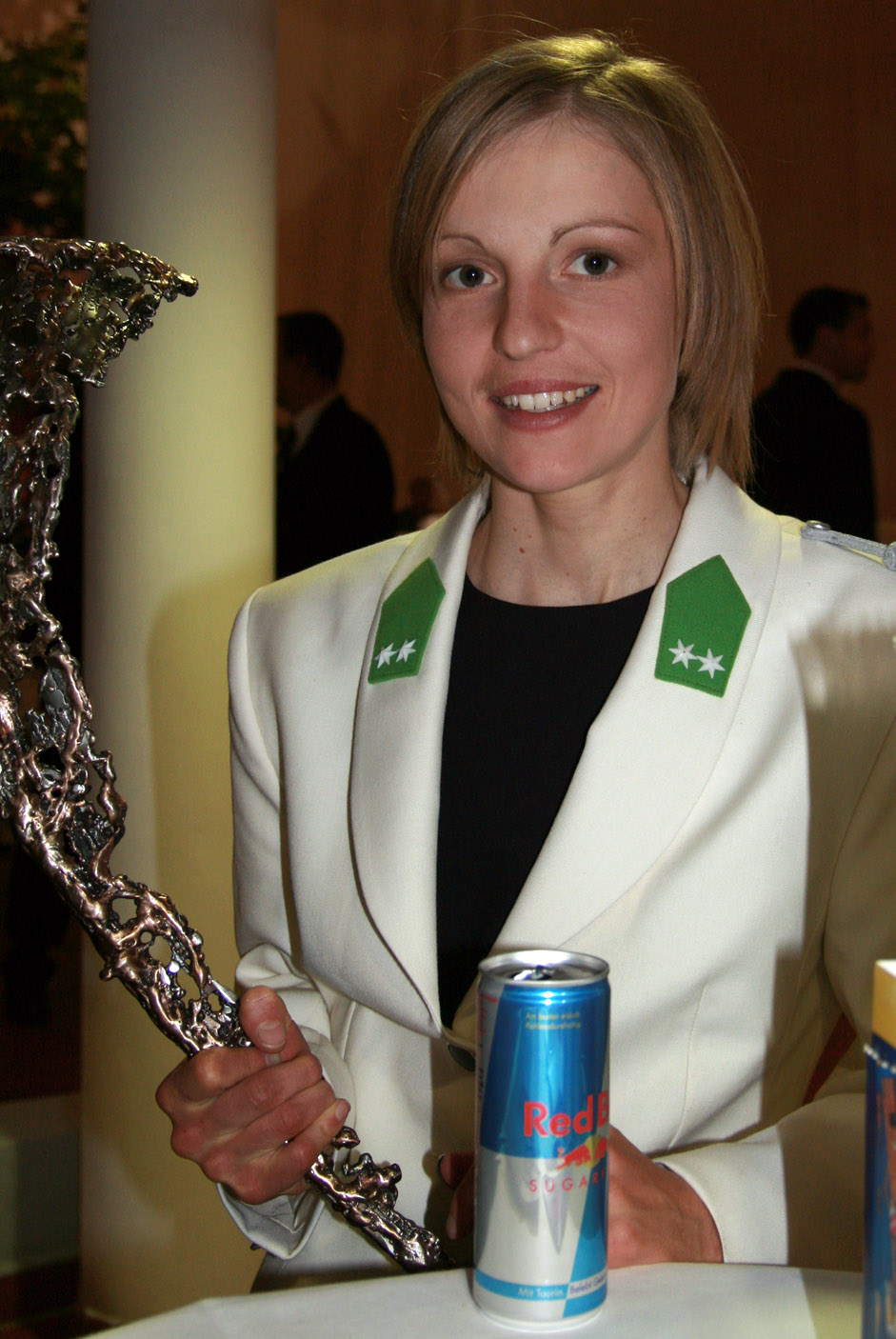
Elisabeth Osl em 2009